# Simmozheim
Simmozheim là một thị xã trong huyện Calw bang Baden-Württemberg thuộc nước Đức. Đô thị Simmozheim có diện tích 9,5 km², dân số thời điểm 31 tháng 12 năm 2020 là 2877 người.